# 전남창조경제혁신센터
전남창조경제혁신센터는 정부·지방자치단체·민간 간 협력을 통한 창조경제 실현 및 확산에 기여하기 위하여 설립된 재단법인으로 전남창조경제혁신센터장은 3년 임기로 전남창조경제혁신센터 이사회를 거쳐 중소벤처기업부 장관의 승인을 받아 임명할 수 있다. 전라남도 여수시 덕충 2길 32(덕충동)에 있다.

## 관련 규정
- 창조경제 민관협의회 등의 설치 및 운영에 관한 규정[3]

## 연혁
- 2015년 4월      전남창조경제혁신센터 법인 설립
- 2015년 6월 2일 전남창조경제혁신센터 개소[4]

## 조직

### 전남창조경제혁신센터장
운영지원본부

## 같이 보기
- 민관합동창조경제추진단
- 서울창조경제혁신센터
- 인천창조경제혁신센터
- 경기창조경제혁신센터
- 강원창조경제혁신센터
- 충북창조경제혁신센터
- 세종창조경제혁신센터
- 대전창조경제혁신센터
- 충남창조경제혁신센터
- 전북창조경제혁신센터
- 광주창조경제혁신센터
- 빛가람창조경제혁신센터
- 대구창조경제혁신센터
- 경북창조경제혁신센터
- 부산창조경제혁신센터
- 울산창조경제혁신센터
- 경남창조경제혁신센터
- 제주창조경제혁신센터